# Ченковка
Ченковка — река в России, протекает по Свердловской области. Длина реки составляет 19 км.
Начинается из болота Ченково к северу от посёлка Сарапулка. Течёт на юг, пересекает железную дорогу Устье-Аха — Егоршино (станция). Далее протекает по берёзовому лесу, отклоняясь к юго-западу, в низовьях снова направляется на юг. Устье реки находится в 58 км по правому берегу реки Сарагулка.

## Данные водного реестра
По данным государственного водного реестра России относится к Иртышскому бассейновому округу, водохозяйственный участок реки — Тура от впадения реки Тагил и до устья, без рек Тагил, Ница и Пышма, речной подбассейн реки — Тобол. Речной бассейн реки — Иртыш.
Код объекта в государственном водном реестре — 14010502312111200006268.